# Liste des routes d'État au Maryland
Les routes d'État au Maryland sont entretenues par la Maryland State Highway Administration (MDSHA). Les routes d'État du Maryland ne peuvent porter le même numéro qu'une autoroute inter-états ou qu'une US Route se trouvant dans l'État, à moins d'y être reliée.

## Liste des routes d'État
| Numéro | Longueur (mi) | Longueur (km) | Terminus sud / ouest                                                  | Terminus nord / est                                                         | Créée | Notes |
| ------ | ------------- | ------------- | --------------------------------------------------------------------- | --------------------------------------------------------------------------- | ----- | ----- |
| MD 2   | 79,24         | 127,52        | Solomons                                                              | US 1 à Baltimore                                                            | 1927  |       |
| MD 3   | 9,56          | 15,39         | US 50 / US 301 à Bowie                                                | I-97 à Millersville                                                         | 1927  |       |
| MD 4   | 64,85         | 104,37        | MD 5 à Leonardtown                                                    | Pennsylvania Avenue à la limite de Washington, D.C.                         | 1927  |       |
| MD 5   | 74,34         | 119,64        | Point Lookout                                                         | Branch Avenue à la limite de Washington, D.C.                               | 1927  |       |
| MD 6   | 47,38         | 76,25         | Riverside                                                             | MD 235 à Oraville                                                           | 1927  |       |
| MD 7   | 22,83         | 36,74         | US 40 à Rosedale                                                      | US 40 / MD 159 à Aberdeen                                                   | 1938  |       |
| MD 8   | 8,37          | 13,47         | Romancoke                                                             | MD 18 à Stevensville                                                        | 1960  |       |
| MD 10  | 7,17          | 11,54         | MD 2 à Pasadena                                                       | I-695 à Glen Burnie                                                         | 1972  |       |
| MD 12  | 30,57         | 49,20         | VA 679 à la frontière de la Virginie près de Stockton                 | Main Street à Salisbury                                                     | 1927  |       |
| MD 14  | 11,51         | 18,52         | MD 16 à Secretary                                                     | MD 313 à Eldorado                                                           | 1927  |       |
| MD 16  | 50,06         | 80,56         | Taylors Island                                                        | DE 16 à la frontière du Delaware près d'Andersontown                        | 1927  |       |
| MD 17  | 29,49         | 47,46         | VA 287 à la frontière de la Virginie à Brunswick                      | Wolfsville                                                                  | 1940  |       |
| MD 18  | 20,47         | 32,94         | Love Point                                                            | MD 213 à Centreville                                                        | 1927  |       |
| MD 19  | 8,60          | 13,84         | MD 213 à Church Hill                                                  | MD 313 à Ingleside                                                          | 1927  |       |
| MD 20  | 13,77         | 22,16         | Rock Hall                                                             | MD 291 à Chestertown                                                        | 1927  |       |
| MD 21  | 2,42          | 3,89          | MD 445 près de Tolchester Beach                                       | MD 20 près de Fairlee                                                       | 1927  |       |
| MD 22  | 13,04         | 20,99         | US 1 Bus. / MD 924 à Bel Air                                          | Aberdeen Proving Ground                                                     | 1927  |       |
| MD 23  | 20,46         | 32,93         | US 1 à Hickory                                                        | PA 24 à la frontière de la Pennsylvanie près de Norrisville                 | 1927  |       |
| MD 24  | 25,17         | 40,51         | Aberdeen Proving Ground                                               | Rocks Road à la frontière de la Pennsylvanie à Fawn Grove, PA               | 1927  |       |
| MD 25  | 26,89         | 43,28         | MD 2 à Baltimore                                                      | Beckleysville Road près d'Alesia                                            | 1927  |       |
| MD 26  | 44,10         | 70,97         | US 15 à Frederick                                                     | MD 140 à Baltimore                                                          | 1927  |       |
| MD 27  | 39,17         | 63,04         | MD 355 à Germantown                                                   | MD 30 à Manchester                                                          | 1934  |       |
| MD 28  | 37,38         | 60,16         | US 15 à Point of Rocks                                                | MD 182 à Norwood                                                            | 1927  |       |
| MD 30  | 19,16         | 30,84         | MD 140 à Reisterstown                                                 | PA 94 à la frontière de la Pennsylvanie près de Manchester                  | 1927  |       |
| MD 31  | 16,95         | 27,28         | MD 26 à Libertytown                                                   | MD 140 à Westminster                                                        | 1927  |       |
| MD 32  | 51,79         | 83,35         | I-97 à Millersville                                                   | Westminster                                                                 | 1927  |       |
| MD 33  | 23,17         | 37,29         | Tilghman Island                                                       | Washington Street à Easton                                                  | 1940  |       |
| MD 34  | 9,95          | 16,01         | WV 480 à la frontière de la Virginie-Occidentale près de Sharpsburg   | US 40 Alt. à Boonsboro                                                      | 1927  |       |
| MD 35  | 2,37          | 3,81          | MD 36 à Corriganville                                                 | PA 96 à la frontière de la Pennsylvanie près d'Ellerslie                    | 1927  |       |
| MD 36  | 29,43         | 47,36         | WV 46 à la frontière de la Virginie-Occidentale à Westernport         | US 40 Alt. à LaVale                                                         | 1927  |       |
| MD 38  | 5,67          | 9,12          | WV 42 à la frontière de la Virginie-Occidentale à Kitzmiller          | MD 135 près de Kitzmiller                                                   | 1927  |       |
| MD 39  | 6,22          | 10,01         | WV 7 à la frontière de la Virginie-Occidentale à Hutton               | US 219 à Oakland                                                            | 1927  |       |
| MD 41  | 6,75          | 10,86         | MD 147 à Baltimore                                                    | Waltham Woods Road à Carney                                                 | 1962  |       |
| MD 42  | 15,06         | 24,24         | US 219 près de McHenry                                                | PA QR 2013 à la frontière de la Pennsylvanie à Asher Glade                  | 1927  |       |
| MD 43  | 8,65          | 13,92         | I-695 à Parkville                                                     | MD 150 à Middle River                                                       | 1963  |       |
| MD 45  | 30,02         | 48,31         | US 1 à Baltimore                                                      | PA QR 3001 à la frontière de la Pennsylvanie à Maryland Line                | 1957  |       |
| MD 47  | 1,70          | 2,74          | MD 36 à Barrelville                                                   | PA 160 à la frontière de la Pennsylvanie près de Barrelville                | 1927  |       |
| MD 49  | 2,69          | 4,33          | MD 658 à LaVale                                                       | Greene Street à Cumberland                                                  | 1927  |       |
| MD 51  | 25,53         | 41,09         | I-68 / US 40 / US 220 à Cumberland                                    | WV 9 à la frontière de la Virginie-Occidentale à Paw Paw, WV                | 1927  |       |
| MD 53  | 3,33          | 5,36          | US 220 à Cresaptown                                                   | US 40 Alternate à LaVale                                                    | 1927  |       |
| MD 54  | 19,79         | 31,85         | MD 313 à Mardela Springs                                              | DE 54 / DE 26 / MD 353 à la frontière du Delaware près de Pittsville        | 1969  |       |
| MD 55  | 2,53          | 4,07          | MD 36 à Vale Summit                                                   | US 40 Alternate à Clarysville                                               | 1927  |       |
| MD 56  | 8,08          | 13,00         | I-70 à Big Pool                                                       | MD 68 près de Pinesburg                                                     | 1927  |       |
| MD 57  | 4,02          | 6,47          | US 40 près de Clear Spring                                            | MD 494 près de Fairview                                                     | 1927  |       |
| MD 58  | 3,53          | 5,68          | MD 63 à Cearfoss                                                      | Hagerstown                                                                  | 1928  |       |
| MD 60  | 3,53          | 5,68          | Hagerstown                                                            | PA 316 à la frontière de la Pennsylvanie près de Leitersburg                | 1927  |       |
| MD 61  | 1,94          | 3,12          | WV 28 à la frontière de la Virginie-Occidentale à Cumberland          | MD 51 à Cumberland                                                          | 2001  |       |
| MD 62  | 3,88          | 6,24          | MD 804 à Chewsville                                                   | MD 60 à Leitersburg                                                         | 1927  |       |
| MD 63  | 16,99         | 27,34         | MD 65 près de Spielman                                                | PA 163 à la frontière de la Pennsylvanie près de Cearfoss                   | 1927  |       |
| MD 64  | 13,33         | 21,45         | US 40 à Hagerstown                                                    | PA 997 à la frontière de la Pennsylvanie près de Ringgold                   | 1927  |       |
| MD 65  | 11,75         | 18,91         | MD 34 à Sharpsburg                                                    | Hagerstown                                                                  | 1927  |       |
| MD 66  | 12,84         | 20,66         | US 40 Alternate à Boonsboro                                           | MD 64 près de Smithsburg                                                    | 1927  |       |
| MD 67  | 12,20         | 19,63         | US 340 à Weverton                                                     | US 40 Alternate à Boonsboro                                                 | 1927  |       |
| MD 68  | 18,50         | 29,77         | US 40 à Clear Spring                                                  | US 40 Alternate à Boonsboro                                                 | 1927  |       |
| MD 70  | 2,32          | 3,73          | MD 450 à Annapolis                                                    | Bestgate Road à Parole                                                      | 1954  |       |
| MD 75  | 28,40         | 45,71         | MD 355 près de Hyattstown                                             | MD 31 à New Windsor                                                         | 1927  |       |
| MD 76  | 5,69          | 9,16          | MD 77 à Rocky Ridge                                                   | US 15 près d'Emmitsburg                                                     | 1927  |       |
| MD 77  | 20,74         | 33,38         | MD 64 à Smithsburg                                                    | MD 194 à Keymar                                                             | 1927  |       |
| MD 80  | 14,79         | 23,80         | MD 85 à Buckeystown                                                   | MD 27 près de Damascus                                                      | 1927  |       |
| MD 84  | 5,75          | 9,25          | MD 75 à New Windsor                                                   | MD 832 à Tyrone                                                             | 1927  |       |
| MD 85  | 10,82         | 17,41         | MD 28 à Tuscarora                                                     | Frederick                                                                   | 1970  |       |
| MD 86  | 4,00          | 6,44          | MD 30 à Manchester                                                    | PA 516 à la frontière de la Pennsylvanie à Lineboro                         | 1927  |       |
| MD 88  | 8,01          | 12,89         | MD 30 Bus. à Hampstead                                                | MD 25 près de Butler                                                        | 1927  |       |
| MD 90  | 11,83         | 19,04         | US 50 près de Whaleyville                                             | MD 528 à Ocean City                                                         | 1972  |       |
| MD 91  | 7,86          | 12,65         | MD 32 à Gamber                                                        | MD 30 près d'Upperco                                                        | 1927  |       |
| MD 94  | 6,25          | 10,06         | Patuxent River près de Damascus                                       | Old Frederick Road près de Lisbon                                           | 1927  |       |
| MD 97  | 55,27         | 88,95         | US 29 / MD 384 à Silver Spring                                        | PA 97 à la frontière de la Pennsylvanie près d'Union Mills                  | 1927  |       |
| MD 99  | 7,57          | 12,18         | MD 32 près de West Friendship                                         | US 29 à Ellicott City                                                       | 1927  |       |
| MD 100 | 22,05         | 35,49         | US 29 à Ellicott City                                                 | MD 177 à Jacobsville                                                        | 1970  |       |
| MD 103 | 8,29          | 13,34         | St. John's Lane à Ellicott City                                       | Dorsey                                                                      | 1927  |       |
| MD 104 | 1,14          | 1,83          | MD 108 près de Columbia                                               | MD 103 près d'Ellicott City                                                 | 1979  |       |
| MD 107 | 4,79          | 7,71          | MD 109 à Poolesville                                                  | MD 28 à Dawsonville                                                         | 1927  |       |
| MD 108 | 34,23         | 55,09         | MD 27 à Damascus                                                      | MD 175 à Columbia                                                           | 1927  |       |
| MD 109 | 11,87         | 19,10         | MD 107 à Poolesville                                                  | MD 355 à Hyattstown                                                         | 1927  |       |
| MD 112 | 2,81          | 4,52          | MD 190 près de Seneca                                                 | MD 28 à Darnestown                                                          | 1927  |       |
| MD 115 | 5,83          | 9,38          | MD 124 à Redland                                                      | MD 655 à Norbeck                                                            | 1928  |       |
| MD 117 | 12,67         | 20,39         | MD 28 à Dawsonville                                                   | MD 355 à Gaithersburg                                                       | 1927  |       |
| MD 118 | 7,08          | 11,39         | MD 28 à Darnestown                                                    | MD 355 à Germantown                                                         | 1927  |       |
| MD 119 | 7,47          | 12,02         | MD 28 à Rockville                                                     | Middlebrook Road à Germantown                                               | 1999  |       |
| MD 121 | 3,96          | 6,37          | MD 117 à Boyds                                                        | Stringtown Road à Clarksburg                                                | 1927  |       |
| MD 122 | 2,96          | 4,76          | Rolling Road à Woodlawn                                               | Cooks Lane à Baltimore                                                      | 1991  |       |
| MD 124 | 17,03         | 27,41         | MD 28 à Gaithersburg                                                  | MD 108 à Damascus                                                           | 1927  |       |
| MD 125 | 3,59          | 5,78          | Limite des comtés de Howard et de Baltimore près de Woodstock         | Dogwood Road à Randallstown                                                 | 1927  |       |
| MD 128 | 7,62          | 12,26         | MD 30 / MD 795 à Reisterstown                                         | MD 25 à Butler                                                              | 1930  |       |
| MD 129 | 15,43         | 24,83         | US 40 à Baltimore                                                     | Garrison Forest Road près de Reisterstown                                   | 1927  |       |
| MD 130 | 5,57          | 8,96          | MD 140 à Garrison                                                     | MD 25 à Brooklandville                                                      | 1927  |       |
| MD 131 | 3,06          | 4,92          | MD 25 à Brooklandville                                                | MD 45 à Lutherville                                                         | 1927  |       |
| MD 132 | 2,15          | 3,46          | Aberdeen                                                              | Norman Avenue à Aberdeen                                                    | —     |       |
| MD 133 | 3,31          | 5,33          | MD 129 à Pikesville                                                   | MD 25 près de Brooklandville                                                | 1927  |       |
| MD 134 | 1,63          | 2,62          | MD 139 près de Towson                                                 | Ruxton Road près de Towson                                                  | 1928  |       |
| MD 135 | 29,00         | 46,67         | US 219 à Oakland                                                      | US 220 à McCoole                                                            | —     |       |
| MD 136 | 30,04         | 48,34         | MD 7 près de Riverside                                                | MD 23 à Norrisville                                                         | 1927  |       |
| MD 137 | 8,50          | 13,68         | Gunpowder Road près de Hampstead                                      | MD 45 à Hereford                                                            | 1927  |       |
| MD 138 | 9,24          | 14,87         | MD 45 à Hereford                                                      | MD 23 à Shawsville                                                          | 1927  |       |
| MD 139 | 7,88          | 12,68         | US 1 à Baltimore                                                      | I-695 à Lutherville                                                         | 1927  |       |
| MD 140 | 49,72         | 80,02         | US 1 à Baltimore                                                      | PA 16 à la frontière de la Pennsylvanie près d'Emmitsburg                   | —     |       |
| MD 144 | 17,55         | 28,24         | MD 807 à Cumberland                                                   | US 40 près de Flintstone                                                    | —     |       |
| MD 145 | 10,34         | 16,64         | MD 45 à Cockeysville                                                  | MD 165 près de Baldwin                                                      | 1927  |       |
| MD 146 | 16,81         | 27,05         | MD 45 à Towson                                                        | MD 23 près de Jarretsville                                                  | 1928  |       |
| MD 147 | 18,82         | 30,29         | US 1 à Baltimore                                                      | US 1 près de Bel Air                                                        | 1927  |       |
| MD 150 | 13,01         | 20,94         | US 40 à Baltimore                                                     | Graces Quarter Road à Chase                                                 | 1927  |       |
| MD 151 | 10,80         | 17,38         | Sparrows Point                                                        | US 1 à Baltimore                                                            | 1927  |       |
| MD 152 | 17,34         | 27,91         | Aberdeen Proving Ground                                               | MD 146 près de Jarretsville                                                 | 1927  |       |
| MD 155 | 9,12          | 14,68         | MD 22 à Churchville                                                   | US 40 / MD 7 à Havre de Grace                                               | 1927  |       |
| MD 156 | 3,92          | 6,31          | MD 22 près de Churchville                                             | MD 155 près de Havre de Grace                                               | 1927  |       |
| MD 157 | 4,79          | 7,71          | MD 158 à Sparrows Point                                               | I-695 à Dundalk                                                             | —     |       |
| MD 158 | 2,35          | 3,78          | Riverside Drive à Sparrows Point                                      | North Point Road à Edgemere                                                 | —     |       |
| MD 159 | 4,73          | 7,61          | Bush River                                                            | US 40 / MD 7 à Aberdeen                                                     | 1928  |       |
| MD 161 | 5,38          | 8,66          | MD 155 près de Havre de Grace                                         | US 1 à Darlington                                                           | 1927  |       |
| MD 162 | 2,31          | 3,72          | MD 176 près de Glen Burnie                                            | MD 170 à Linthicum                                                          | —     |       |
| MD 165 | 20,38         | 32,80         | Long Green Pike à Baldwin                                             | PA 74 à la frontière de la Pennsylvanie à Cardiff                           | 1927  |       |
| MD 166 | 2,71          | 4,36          | I-195 à Arbutus                                                       | MD 144 à Catonsville                                                        | 1927  |       |
| MD 168 | 1,28          | 2,06          | Hammonds Ferry Road à North Linthicum                                 | MD 648 à Pumphrey                                                           | 1929  |       |
| MD 170 | 12,98         | 20,89         | MD 175 à Odenton                                                      | MD 2 à Brooklyn Park                                                        | 1927  |       |
| MD 171 | 1,54          | 2,48          | MD 2 à Brooklyn Park                                                  | MD 173 à Baltimore                                                          | 1927  |       |
| MD 173 | 13,73         | 22,10         | Fort Smallwood Park                                                   | MD 2 à Baltimore                                                            | 1927  |       |
| MD 174 | 5,94          | 9,56          | Fort Meade                                                            | MD 3 Bus. à Glen Burnie                                                     | 1927  |       |
| MD 175 | 17,01         | 27,37         | Little Patuxent Parkway à Columbia                                    | MD 3 à Millersville                                                         | 1927  |       |
| MD 176 | 5,68          | 9,14          | Hanover                                                               | MD 648 à Glen Burnie                                                        | 1929  |       |
| MD 177 | 10,92         | 17,57         | MD 2 à Pasadena                                                       | Gibson Island                                                               | 1927  |       |
| MD 178 | 8,06          | 12,97         | MD 450 à Parole                                                       | Veterans Highway près de Millersville                                       | 1927  |       |
| MD 179 | 3,16          | 5,09          | MD 648 près d'Annapolis                                               | Cape St. Claire                                                             | 1927  |       |
| MD 180 | 14,63         | 23,54         | US 340 à Knoxville                                                    | I-70 à Frederick                                                            | —     |       |
| MD 182 | 6,60          | 10,62         | MD 97 à Glenmont                                                      | MD 108 près de Sandy Spring                                                 | 1927  |       |
| MD 185 | 8,32          | 13,39         | Connecticut Avenue à la limite de Washington, D.C.                    | MD 97 à Aspen Hill                                                          | —     |       |
| MD 186 | 1,52          | 2,45          | Western Avenue à la limite de Washington, D.C.                        | MD 410 in Chevy Chase                                                       | 1927  |       |
| MD 187 | 5,04          | 8,11          | MD 355 / MD 410 à Bethesda                                            | Executive Boulevard à North Bethesda                                        | 1927  |       |
| MD 188 | 3,25          | 5,23          | MacArthur Boulevard à Glen Echo                                       | MD 187 à Bethesda                                                           | 1927  |       |
| MD 189 | 5,05          | 8,13          | MD 190 à Potomac                                                      | Maryland Avenue à Rockville                                                 | 1927  |       |
| MD 190 | 15,88         | 25,56         | MD 112 à Seneca                                                       | River Road à la limite de Washington, D.C.                                  | 1927  |       |
| MD 191 | 7,16          | 11,52         | MD 190 à Potomac                                                      | MD 185 à Chevy Chase                                                        | 1927  |       |
| MD 192 | 2,82          | 4,54          | Summit Avenue à Kensington                                            | MD 97 à Forest Glen                                                         | 1927  |       |
| MD 193 | 26,07         | 41,96         | MD 185 à Kensington                                                   | MD 202 près d'Upper Marlboro                                                | 1927  |       |
| MD 194 | 22,40         | 36,05         | MD 26 à Ceresville                                                    | PA 194 à la frontière de la Pennsylvanie près de Taneytown                  | 1956  |       |
| MD 195 | 1,90          | 3,06          | Carroll Avenue à la limite de Washington, D.C.                        | MD 193 à Takoma Park                                                        | 1930  |       |
| MD 197 | 14,64         | 23,56         | US 301 à Bowie                                                        | MD 198 à Laurel                                                             | 1927  |       |
| MD 198 | 14,14         | 22,76         | MD 650 près de Spencerville                                           | Fort Meade                                                                  | 1927  |       |
| MD 200 | 17,47         | 28,12         | I-370 à Derwood                                                       | US 1 près de Beltsville                                                     | 2011  |       |
| MD 201 | 9,40          | 15,13         | DC 295 à la limite de Washington D.C. près de Bladensburg             | MD 212 à Beltsville                                                         | 1927  |       |
| MD 202 | 13,92         | 22,40         | MD 450 à Bladensburg                                                  | MD 725 près d'Upper Marlboro                                                | 1927  |       |
| MD 206 | 3,17          | 5,10          | MD 212 près de Beltsville                                             | Old Gunpowder Road à West Laurel                                            | 2014  |       |
| MD 208 | 1,86          | 2,99          | US 1 Alt. à Cottage City                                              | MD 500 à Hyattsville                                                        | 1927  |       |
| MD 210 | 20,86         | 33,57         | Indian Head Naval Surface Weapons Center                              | South Capitol Street à la limite de Washington, D.C. à Glassmanor           | 1955  |       |
| MD 212 | 10,43         | 16,79         | Riggs Road à la limite de Washington, D.C. à Chillum                  | MD 201 à Beltsville                                                         | 1927  |       |
| MD 213 | 68,25         | 109,84        | MD 662 à Wye Mills                                                    | PA 841 à la frontière de la Pennsylvanie près de Fair Hill                  | —     |       |
| MD 214 | 24,97         | 40,19         | East Capitol Street à la limite de Washington, D.C. à Capitol Heights | Beverly Beach                                                               | 1927  |       |
| MD 216 | 9,06          | 14,58         | MD 108 à Highland                                                     | MD 198 à Laurel                                                             | 1927  |       |
| MD 218 | 1,14          | 1,83          | Suitland Road à la limite de Washington, D.C. à Suitland-Silver Hill  | MD 458 à Suitland                                                           | 1927  |       |
| MD 222 | 11,36         | 18,28         | MD 7 à Perryville                                                     | US 1 près de Conowingo                                                      | 1972  |       |
| MD 223 | 12,65         | 20,36         | Piscataway                                                            | Melwood                                                                     | 1927  |       |
| MD 224 | 26,70         | 42,97         | MD 6 à Riverside                                                      | MD 227 à Pomonkey                                                           | 1927  |       |
| MD 225 | 10,59         | 17,04         | MD 210 à Potomac Heights                                              | US 301 à La Plata                                                           | 1927  |       |
| MD 227 | 13,96         | 22,47         | Marshall Hall                                                         | US 301 à White Plains                                                       | 1927  |       |
| MD 228 | 6,86          | 11,04         | MD 210 à Accokeek                                                     | US 301 / MD 5 Bus. à Waldorf                                                | 1927  |       |
| MD 229 | 5,25          | 8,45          | MD 227 près de Bennsville                                             | MD 228 près de Bennsville                                                   | 1995  |       |
| MD 231 | 16,39         | 26,38         | Olivers Shop Road près de Bryantown                                   | MD 765 à Prince Frederick                                                   | 1927  |       |
| MD 234 | 19,02         | 30,61         | US 301 près de Newburg                                                | MD 5 à Leonardtown                                                          | 1927  |       |
| MD 235 | 30,63         | 49,29         | MD 5 à Ridge                                                          | MD 5 à Oraville                                                             | 1927  |       |
| MD 236 | 6,19          | 9,96          | MD 234 près de Budds Creek                                            | MD 5 à Charlotte Hall                                                       | 1930  |       |
| MD 237 | 2,95          | 4,75          | MD 246 à Lexington Park                                               | MD 235 à California                                                         | 1987  |       |
| MD 238 | 10,83         | 17,43         | MD 242 près de Bushwood                                               | MD 5 près de Morganza                                                       | 1927  |       |
| MD 239 | 1,64          | 2,64          | Bushwood                                                              | MD 242 près de Bushwood                                                     | 1927  |       |
| MD 242 | 12,80         | 20,60         | Coltons Point                                                         | MD 5 à Morganza                                                             | 1927  |       |
| MD 243 | 4,62          | 7,44          | Compton                                                               | MD 5 à Leonardtown                                                          | 1927  |       |
| MD 244 | 10,48         | 16,87         | MD 5 près de Leonardtown                                              | MD 249 à Valley Lee                                                         | 1927  |       |
| MD 245 | 7,55          | 12,15         | MD 5 à Leonardtown                                                    | Sotterley                                                                   | 1927  |       |
| MD 246 | 3,35          | 5,39          | MD 5 à Great Mills                                                    | Naval Air Station Patuxent River                                            | 1927  |       |
| MD 247 | 2,89          | 4,65          | MD 5 près de Loveville                                                | Oakville Road à Oakville                                                    | 1942  |       |
| MD 249 | 9,84          | 15,84         | St. George Island                                                     | MD 5 à Callaway                                                             | 1927  |       |
| MD 253 | 1,34          | 2,16          | MD 214 à Edgewater                                                    | MD 214 à Edgewater                                                          | 1927  |       |
| MD 254 | 1,25          | 2,01          | Cobb Island                                                           | MD 257 près de Rock Point                                                   | 1958  |       |
| MD 255 | 4,21          | 6,78          | MD 2 près d'Owensville                                                | Galesville                                                                  | 1927  |       |
| MD 256 | 5,28          | 8,50          | MD 2 à Tracys Landing                                                 | MD 468 à Shady Side                                                         | 1927  |       |
| MD 257 | 9,75          | 15,69         | MD 254 près de Rock Point                                             | US 301 à Newburg                                                            | 1957  |       |
| MD 258 | 7,13          | 11,47         | MD 4 à Bristol                                                        | MD 256 à Deale                                                              | 1928  |       |
| MD 259 | 2,67          | 4,30          | MD 794 à Bristol                                                      | MD 408 près de Lothian                                                      | 1928  |       |
| MD 260 | 8,68          | 13,97         | MD 4 à Lyons Creek                                                    | MD 261 à Chesapeake Beach                                                   | 1927  |       |
| MD 261 | 12,86         | 20,70         | MD 263 près de Parran                                                 | MD 778 à Friendship                                                         | 1930  |       |
| MD 262 | 4,47          | 7,19          | Lower Marlboro                                                        | MD 4 à Sunderland                                                           | 1927  |       |
| MD 263 | 6,17          | 9,93          | MD 2 / MD 4 près de Huntingtown                                       | Plum Point                                                                  | 1927  |       |
| MD 264 | 6,66          | 10,72         | Broomes Island                                                        | MD 2 / MD 4 près de Port Republic                                           | 1927  |       |
| MD 265 | 1,75          | 2,82          | Wallville                                                             | MD 264 à Mutual                                                             | 1929  |       |
| MD 267 | 1,90          | 3,06          | MD 7 près de Charlestown                                              | MD 7 à Charlestown                                                          | 1927  |       |
| MD 270 | 2,16          | 3,48          | MD 648 à Glen Burnie                                                  | MD 3 Bus. à Glen Burnie                                                     | 1932  |       |
| MD 272 | 20,67         | 33,27         | Parc d'état d'Elk Neck                                                | PA 272 à la frontière de la Pennsylvanie près de Calvert                    | 1927  |       |
| MD 273 | 16,74         | 26,94         | US 1 près de Harrisville                                              | DE 273 à la frontière du Delaware près d'Appleton                           | 1927  |       |
| MD 274 | 7,35          | 11,83         | MD 273 à Rising Sun                                                   | MD 272 à Bay View                                                           | 1927  |       |
| MD 275 | 2,22          | 3,57          | MD 222 / MD 824 à Perryville                                          | MD 276 près de Port Deposit                                                 | 1967  |       |
| MD 276 | 7,85          | 12,63         | MD 222 à Port Deposit                                                 | US 1 près de Harrisville                                                    | 1927  |       |
| MD 277 | 2,51          | 4,04          | Elk Mills                                                             | MD 279 près d'Elkton                                                        | 1927  |       |
| MD 279 | 4,95          | 7,97          | US 40 / MD 7 près d'Elkton                                            | DE 273 à la frontière du Delaware près d'Elkton                             | 1927  |       |
| MD 281 | 2,12          | 3,41          | MD 7 à Elkton                                                         | Old Baltimore Pike à la frontière du Delaware près d'Elkton                 | 1933  |       |
| MD 282 | 12,43         | 20,00         | White Crystal Beach                                                   | DE 299 à la frontière du Delaware près de Warwick                           | 1927  |       |
| MD 285 | 2,43          | 3,91          | MD 213 près de Chesapeake City                                        | Chesapeake City Road à la frontière du Delaware près de Chesapeake City     | 1930  |       |
| MD 286 | 2,09          | 3,36          | MD 537 à Chesapeake City                                              | DE 286 à la frontière du Delaware près de Chesapeake City                   | 1930  |       |
| MD 287 | 2,88          | 4,63          | MD 313 à Goldsboro                                                    | DE 10 à la frontière du Delaware près de Goldsboro                          | 1933  |       |
| MD 288 | 3,33          | 5,36          | MD 20 à Rock Hall                                                     | Crosby                                                                      | 1927  |       |
| MD 289 | 8,83          | 14,21         | Cliffs City                                                           | MD 213 à Chestertown                                                        | 1927  |       |
| MD 290 | 17,20         | 27,68         | MD 300 près de Sudlersville                                           | MD 299 à Sassafras                                                          | 1927  |       |
| MD 291 | 18,34         | 29,52         | MD 20 à Chestertown                                                   | DE 6 à la frontière du Delaware près de Millington                          | 1930  |       |
| MD 292 | 4,61          | 7,42          | MD 298 à Still Pond                                                   | Betterton                                                                   | 1927  |       |
| MD 295 | 32,52         | 52,34         | US 50 près de Cheverly                                                | US 40 à Baltimore                                                           | —     |       |
| MD 297 | 3,59          | 5,78          | MD 213 près de Chestertown                                            | MD 298 à Worton                                                             | 1927  |       |
| MD 298 | 20,14         | 32,41         | MD 20 à Fairlee                                                       | MD 291 près de Chesterville                                                 | 1930  |       |
| MD 299 | 5,67          | 9,12          | MD 313 / MD 330 à Massey                                              | US 301 près de Warwick                                                      | 1929  |       |
| MD 300 | 13,55         | 21,81         | MD 213 à Church Hill                                                  | DE 300 à la frontière du Delaware près de Sudlersville                      | 1927  |       |
| MD 302 | 10,21         | 16,43         | US 301 près de Barclay                                                | DE 300 à la frontière du Delaware près de Templeville                       | 1927  |       |
| MD 303 | 4,20          | 6,76          | MD 309 à Cordova                                                      | MD 404 à Queen Anne                                                         | 1961  |       |
| MD 304 | 15,23         | 24,51         | Corsica Neck Road près de Centreville                                 | MD 312 à Bridgetown                                                         | 1927  |       |
| MD 305 | 5,08          | 8,18          | MD 213 à Centreville                                                  | Hope                                                                        | 1927  |       |
| MD 306 | 4,13          | 6,65          | Federalsburg                                                          | Dublin Hill Road à la frontière du Delaware près de Federalsburg            | 1927  |       |
| MD 307 | 6,05          | 9,74          | MD 331 à Hurlock                                                      | Federalsburg                                                                | 1927  |       |
| MD 309 | 18,50         | 29,77         | US 50 à Easton                                                        | MD 213 près de Centreville                                                  | 1927  |       |
| MD 310 | 3,96          | 6,37          | MD 213 près de Chesapeake City                                        | Churchtown Road à la frontière du Delaware près de Chesapeake City          | 1927  |       |
| MD 311 | 6,11          | 9,83          | MD 313 à Goldsboro                                                    | MD 454 à Marydel                                                            | 1927  |       |
| MD 312 | 11,41         | 18,36         | MD 404 près de Ridgely                                                | MD 313 à Baltimore Corner                                                   | 1927  |       |
| MD 313 | 75,72         | 121,86        | US 50 à Mardela Springs                                               | MD 213 / MD 290 à Galena                                                    | 1927  |       |
| MD 314 | 4,93          | 7,93          | Greensboro                                                            | DE 12 à la frontière du Delaware à Whiteleysburg                            | 1927  |       |
| MD 315 | 3,13          | 5,04          | MD 313 / MD 318 à Federalsburg                                        | MD 318 près de Federalsburg                                                 | 1964  |       |
| MD 316 | 2,67          | 4,30          | MD 279 à Elkton                                                       | MD 277 près d'Elk Mills                                                     | 1927  |       |
| MD 317 | 4,78          | 7,69          | MD 313 près de Denton                                                 | DE 14 à la frontière du Delaware à Burrsville                               | 1927  |       |
| MD 318 | 11,32         | 18,22         | MD 16 / MD 331 près de Preston                                        | DE 18 à la frontière du Delaware près de Federalsburg                       | 1927  |       |
| MD 320 | 2,84          | 4,57          | Piney Branch Road à la limite de Washington, D.C. à Takoma Park       | MD 650 à Adelphi                                                            | 1927  |       |
| MD 322 | 5,12          | 8,24          | US 50 près d'Easton                                                   | US 50 à Easton                                                              | —     |       |
| MD 328 | 15,24         | 24,53         | US 50 à Easton                                                        | West Denton                                                                 | 1927  |       |
| MD 329 | 3,29          | 5,29          | MD 33 près de Royal Oak                                               | MD 33 près de Royal Oak                                                     | 1927  |       |
| MD 330 | 3,72          | 5,99          | MD 299 / MD 313 à Massey                                              | Clayton Road à la frontière du Delaware près de Massey                      | 1988  |       |
| MD 331 | 28,74         | 46,25         | US 50 à Vienna                                                        | US 50 à Easton                                                              | —     |       |
| MD 332 | 1,07          | 1,72          | Central Avenue à la limite de Washington, D.C. à Seat Pleasant        | MD 214 à Seat Pleasant                                                      | —     |       |
| MD 333 | 9,79          | 15,76         | Oxford                                                                | Washington Street à Easton                                                  | 1927  |       |
| MD 335 | 16,36         | 26,33         | Hooper's Island                                                       | MD 16 à Church Creek                                                        | 1927  |       |
| MD 336 | 4,87          | 7,84          | MD 335 à Crossroads                                                   | Lakesville                                                                  | 1927  |       |
| MD 337 | 3,41          | 5,49          | MD 5 à Camp Springs                                                   | MD 4 à Meadows                                                              | 1927  |       |
| MD 341 | 1,25          | 2,01          | MD 16 près de Cambridge                                               | MD 343 à Cambridge                                                          | —     |       |
| MD 342 | 2,82          | 4,54          | MD 310 à St. Augustine                                                | MD 537 à Chesapeake City                                                    | 1941  |       |
| MD 343 | 11,29         | 18,17         | Hudson                                                                | US 50 à Cambridge                                                           | 1927  |       |
| MD 344 | 2,16          | 3,48          | MD 6 à Doncaster                                                      | MD 224 près de Chicamuxen                                                   | 1957  |       |
| MD 346 | 23,72         | 38,17         | US 50 Bus. à Salisbury                                                | US 50 près de Berlin                                                        | —     |       |
| MD 347 | 6,92          | 11,14         | MD 349 à Quantico                                                     | US 50 à Hebron                                                              | 1927  |       |
| MD 348 | 1,39          | 2,24          | Sharptown                                                             | DE 24 à la frontière du Delaware près de Sharptown                          | 1930  |       |
| MD 349 | 22,32         | 35,92         | Nanticoke                                                             | US 50 Bus. à Salisbury                                                      | 1927  |       |
| MD 350 | 11,80         | 18,99         | Main Street à Salisbury                                               | MD 354 à Powellville                                                        | 1927  |       |
| MD 352 | 10,03         | 16,14         | MD 349 à Coxs Corner                                                  | MD 349 près de Catchpenny                                                   | 1933  |       |
| MD 353 | 5,08          | 8,18          | US 50 à Pittsville                                                    | MD 54 / DE 54 / DE 26 à la frontière du Delaware près de Pittsville         | 1927  |       |
| MD 354 | 14,98         | 24,11         | MD 12 près de Snow Hill                                               | US 50 à Willards                                                            | 1927  |       |
| MD 355 | 36,94         | 59,45         | Wisconsin Avenue à la limite de Washington, D.C. à Friendship Village | Frederick                                                                   | 1954  |       |
| MD 358 | 1,13          | 1,82          | MD 413 à Crisfield                                                    | Crisfield                                                                   | 1927  |       |
| MD 359 | 1,09          | 1,75          | Pocomoke City                                                         | MD 756 près de Pocomoke City                                                | 1974  |       |
| MD 361 | 5,62          | 9,04          | Fairmount                                                             | MD 413 à Westover                                                           | 1927  |       |
| MD 362 | 6,23          | 10,03         | Mount Vernon                                                          | MD 675 à Princess Anne                                                      | 1929  |       |
| MD 363 | 18,30         | 29,45         | Deal Island                                                           | Mansion Avenue à Princess Anne                                              | 1927  |       |
| MD 364 | 5,43          | 8,74          | US 13 à West Pocomoke                                                 | Forêt d'état de Pocomoke                                                    | 1927  |       |
| MD 365 | 6,29          | 10,12         | US 113 Bus. à Snow Hill                                               | Public Landing                                                              | 1927  |       |
| MD 366 | 11,17         | 17,98         | US 13 Bus. à Pocomoke City                                            | George Island Landing                                                       | 1927  |       |
| MD 367 | 2,60          | 4,18          | Bishop                                                                | Hudson Road à la frontière du Delaware près de Bishopville                  | 1927  |       |
| MD 370 | 1,58          | 2,54          | MD 33 près d'Easton                                                   | Unionville                                                                  | 1933  |       |
| MD 371 | 4,27          | 6,87          | Cedar Hall                                                            | Pocomoke City                                                               | 1930  |       |
| MD 372 | 2,86          | 4,60          | MD 166 à Arbutus                                                      | US 1 à Baltimore                                                            | 1927  |       |
| MD 373 | 8,16          | 13,13         | MD 210 à Accokeek                                                     | Brandywine Road près de Brandywine                                          | 1927  |       |
| MD 374 | 9,98          | 16,06         | MD 354 à Powellville                                                  | MD 818 à Berlin                                                             | 1927  |       |
| MD 376 | 4,56          | 7,34          | MD 818 à Berlin                                                       | MD 611 près de Sinepuxent                                                   | 1927  |       |
| MD 378 | 1,49          | 2,40          | MD 528 à Ocean City                                                   | MD 528 à Ocean City                                                         | 1927  |       |
| MD 380 | 1,56          | 2,51          | Lawsonia                                                              | Crisfield                                                                   | 1934  |       |
| MD 381 | 15,91         | 25,60         | MD 231 à Patuxent                                                     | US 301 à Brandywine                                                         | 1927  |       |
| MD 382 | 15,34         | 24,69         | Poplar Hill                                                           | US 301 à Marlton                                                            | 1927  |       |
| MD 383 | 5,48          | 8,82          | MD 180 près de Jefferson                                              | MD 17 près de Middletown                                                    | 1930  |       |
| MD 387 | 1,68          | 2,70          | Ferry Point Road près d'Annapolis                                     | MD 435 / MD 450 à Annapolis                                                 | 1930  |       |
| MD 388 | 2,38          | 3,83          | MD 675 à Princess Anne                                                | Princess Anne                                                               | 1930  |       |
| MD 390 | 1,09          | 1,75          | 16th Street à la limite de Washington, D.C. à Silver Spring           | MD 97 à Silver Spring                                                       | 1930  |       |
| MD 392 | 13,54         | 21,79         | MD 16 à East New Market                                               | DE 20 à la frontière du Delaware à Reliance                                 | 1930  |       |
| MD 396 | 2,21          | 3,56          | MD 614 à Bethesda                                                     | Massachusetts Avenue à la limite de Washington, D.C. à Bethesda             | 1931  |       |
| MD 402 | 4,33          | 6,97          | MD 2 / MD 4 à Prince Frederick                                        | Dares Beach                                                                 | 1930  |       |
| MD 404 | 24,61         | 39,61         | MD 662 à Wye Mills                                                    | DE 404 à la frontière du Delaware près d'Andersontown                       | 1930  |       |
| MD 405 | 8,59          | 13,82         | MD 304 près de Ruthsburg                                              | MD 19 près de Church Hill                                                   | 1930  |       |
| MD 407 | 3,81          | 6,13          | MD 31 près de Marston                                                 | MD 27 près de Taylorsville                                                  | 1930  |       |
| MD 408 | 5,62          | 9,04          | MD 4 à Waysons Corner                                                 | MD 2 / MD 422 à Lothian                                                     | 1965  |       |
| MD 410 | 13,92         | 22,40         | MD 187 / MD 355 à Bethesda                                            | Pennsy Drive près de Glenarden                                              | 1930  |       |
| MD 413 | 14,61         | 23,51         | Crisfield                                                             | US 13 près de Westover                                                      | 1930  |       |
| MD 414 | 5,11          | 8,22          | Oxon Hill                                                             | MD 5 à Silver Hill                                                          | 1930  |       |
| MD 418 | 4,62          | 7,44          | MD 60 à Leitersburg                                                   | PA QR 2007 à la frontière de la Pennsylvanie près de Ringgold               | 1930  |       |
| MD 422 | 3,04          | 4,89          | Bayard                                                                | MD 2 / MD 408 à Lothian                                                     | —     |       |
| MD 423 | 2,79          | 4,49          | MD 2 près de Tracys Landing                                           | Fairhaven                                                                   | —     |       |
| MD 424 | 8,24          | 13,26         | MD 214 à Davidsonville                                                | MD 3 à Crofton                                                              | —     |       |
| MD 425 | 11,77         | 18,94         | MD 6 près de Nanjemoy                                                 | MD 224 près de Mason Springs                                                | —     |       |
| MD 431 | 2,06          | 3,32          | MD 201 à Riverdale Park                                               | US 1 à College Park                                                         | 2019  |       |
| MD 433 | 1,29          | 2,08          | MD 410 à New Carrollton                                               | MD 450 à New Carrollton                                                     | 2019  |       |
| MD 435 | 1,16          | 1,87          | MD 387 / MD 450 à Annapolis                                           | MD 450 à Annapolis                                                          | 1930  |       |
| MD 436 | 1,14          | 1,83          | MD 435 à Annapolis                                                    | Bestgate Road à Parole                                                      | 1930  |       |
| MD 439 | 7,19          | 11,57         | MD 45 près de Maryland Line                                           | MD 23 à Shawsville                                                          | 1930  |       |
| MD 440 | 5,65          | 9,09          | MD 543 à Ady                                                          | US 1 près de Dublin                                                         | 1930  |       |
| MD 444 | 7,29          | 11,73         | MD 290 à Chesterville                                                 | Kentmore Park                                                               | 1930  |       |
| MD 445 | 11,96         | 19,25         | Eastern Neck National Wildlife Refuge                                 | MD 21 à Tolchester Beach                                                    | 1930  |       |
| MD 446 | 6,03          | 9,70          | Broad Neck                                                            | MD 20 près de Chestertown                                                   | 1930  |       |
| MD 450 | 30,42         | 48,96         | US 1 Alt. à Bladensburg                                               | US 50 / US 301 / MD 2 près d'Annapolis                                      | 1954  |       |
| MD 452 | 1,64          | 2,64          | US 50 près de Berlin                                                  | MD 575 à Friendship                                                         | 1930  |       |
| MD 454 | 2,21          | 3,56          | DE 8 à la frontière du Delaware à Marydel                             | MD 302 à Templeville                                                        | 1933  |       |
| MD 456 | 1,22          | 1,96          | US 50 près de Queenstown                                              | MD 18 à Queenstown                                                          | 1933  |       |
| MD 458 | 3,12          | 5,02          | MD 5 à Hillcrest Heights                                              | Walker Mill Road à District Heights                                         | 1933  |       |
| MD 459 | 1,25          | 2,01          | US 50 à Cheverly                                                      | MD 201 près de Cheverly                                                     | 1933  |       |
| MD 462 | 4,15          | 6,68          | MD 132 à Aberdeen                                                     | MD 155 près de Havre de Grace                                               | 1933  |       |
| MD 464 | 8,10          | 13,04         | MD 17 / MD 79 à Rosemont                                              | Ballenger Creek Pike à Point of Rocks                                       | 1933  |       |
| MD 468 | 11,19         | 18,01         | Shady Side                                                            | MD 214 à Edgewater                                                          | 1933  |       |
| MD 470 | 3,75          | 6,04          | MD 242 à Avenue                                                       | MD 242 à Dynard                                                             | 1933  |       |
| MD 472 | 2,58          | 4,15          | MD 235 à Oakville                                                     | Sandgates                                                                   | 1933  |       |
| MD 478 | 1,88          | 3,03          | MD 180 à Knoxville                                                    | Brunswick                                                                   | 1968  |       |
| MD 480 | 9,08          | 14,61         | MD 404 à Hillsboro                                                    | MD 313 à Greensboro                                                         | 1933  |       |
| MD 481 | 5,13          | 8,26          | MD 309 près de Queen Anne                                             | MD 304 à Ruthsburg                                                          | 1933  |       |
| MD 482 | 5,41          | 8,71          | MD 27 à Mexico                                                        | MD 30 Bus. à Hampstead                                                      | 1933  |       |
| MD 488 | 6,01          | 9,67          | MD 6 à La Plata                                                       | MD 5 à Bryantown                                                            | 1933  |       |
| MD 489 | 1,27          | 2,04          | MD 5 à Park Hall                                                      | MD 235 près de Park Hall                                                    | 1956  |       |
| MD 491 | 6,78          | 10,91         | MD 64 à Smithsburg                                                    | MD 550 à Fort Ritchie                                                       | 1957  |       |
| MD 494 | 6,83          | 10,99         | PA 75 à la frontière de la Pennsylvanie près de Fairview              | MD 63 à Cearfoss                                                            | 1933  |       |
| MD 495 | 23,02         | 37,05         | MD 135 à Altamont                                                     | US 40 Alternate à Grantsville                                               | 1933  |       |
| MD 496 | 7,23          | 11,64         | MD 97 près de Westminster                                             | MD 30 près de Manchester                                                    | 1933  |       |
| MD 497 | 2,68          | 4,31          | MD 2 / MD 4 à Lusby                                                   | Cove Point                                                                  | 1933  |       |
| MD 500 | 2,22          | 3,57          | Michigan Avenue à la limite de Washington, D.C. à Brentwood           | MD 410 à Hyattsville                                                        | 1933  |       |
| MD 501 | 1,68          | 2,70          | MD 212 à Chillum                                                      | MD 500 à Mount Rainier                                                      | 1933  |       |
| MD 506 | 3,79          | 6,10          | MD 508 à Bowens                                                       | MD 2 / MD 4 près de Port Republic                                           | 1933  |       |
| MD 508 | 1,20          | 1,93          | MD 506 à Bowens                                                       | MD 231 près de Barstow                                                      | 1933  |       |
| MD 509 | 1,14          | 1,83          | MD 2 / MD 4 à Port Republic                                           | Kenwood Beach                                                               | 1933  |       |
| MD 513 | 1,77          | 2,85          | Jackson Road près de Fruitland                                        | US 13 Bus. à Fruitland                                                      | 1987  |       |
| MD 514 | 4,89          | 7,87          | MD 20 à Chestertown                                                   | MD 298 à Melitota                                                           | 1950  |       |
| MD 520 | 2,61          | 4,20          | Whites Neck Creek                                                     | MD 239 près de Bushwood                                                     | 1933  |       |
| MD 521 | 4,43          | 7,13          | Lowery Road près de Huntingtown                                       | MD 524 à Huntingtown                                                        | 1933  |       |
| MD 528 | 9,04          | 14,55         | MD 378 à Ocean City                                                   | DE 1 à la frontière du Delaware à Ocean City                                | 1933  |       |
| MD 529 | 2,57          | 4,14          | MD 675 à Princess Anne                                                | US 13 près d'Eden                                                           | 1933  |       |
| MD 542 | 6,33          | 10,19         | MD 147 à Baltimore                                                    | Cromwell Bridge Road à Parkville                                            | 1933  |       |
| MD 543 | 19,08         | 30,71         | US 40 à Riverside                                                     | MD 165 à Pylesville                                                         | 1933  |       |
| MD 544 | 9,48          | 15,26         | MD 213 à Kingstown                                                    | MD 313 près d'Unicorn                                                       | 1933  |       |
| MD 545 | 5,92          | 9,53          | MD 213 à Elkton                                                       | Warburton Road à Cedar Hill                                                 | 1933  |       |
| MD 546 | 3,61          | 5,81          | Beall School Road à Finzel                                            | PA QR 2010 à la frontière de la Pennsylvanie près de Finzel                 | 1933  |       |
| MD 547 | 1,80          | 2,90          | MD 355 à North Bethesda                                               | MD 185 à Kensington                                                         | 1933  |       |
| MD 550 | 24,43         | 39,32         | MD 26 à Libertytown                                                   | Pen Mar                                                                     | 1933  |       |
| MD 552 | 2,20          | 3,54          | Dominion                                                              | US 50 / US 301 à Chester                                                    | 1933  |       |
| MD 560 | 9,32          | 15,00         | US 50 à Gorman                                                        | MD 135 à Mountain Lake Park                                                 | 1933  |       |
| MD 561 | 2,48          | 3,99          | MD 213 à Hassengers Corner                                            | MD 298 à Lynch                                                              | 1933  |       |
| MD 562 | 1,39          | 2,24          | Markoe Road près de Monkton                                           | MD 138 près de Monkton                                                      | 1933  |       |
| MD 564 | 6,73          | 10,83         | MD 450 à Lanham                                                       | Bowie                                                                       | 1934  |       |
| MD 565 | 5,18          | 8,34          | Trappe                                                                | US 50 près d'Easton                                                         | 1941  |       |
| MD 566 | 1,19          | 1,92          | MD 292 à Still Pond                                                   | MD 298 près de Still Pond                                                   | 1946  |       |
| MD 570 | 1,95          | 3,14          | I-70 / I-695 à Woodlawn                                               | MD 122 / Stationnement incitatif à Baltimore                                | 2020  |       |
| MD 575 | 2,70          | 4,35          | US 113 près de Berlin                                                 | MD 589 près de Showell                                                      | 2000  |       |
| MD 577 | 3,70          | 5,95          | MD 392 à Reliance                                                     | MD 313 près de Federalsburg                                                 | 1934  |       |
| MD 578 | 4,24          | 6,82          | MD 331 à Bethlehem                                                    | MD 16 à Harmony                                                             | 1934  |       |
| MD 579 | 7,84          | 12,62         | Neavitt                                                               | MD 33 près de Saint Michaels                                                | 1934  |       |
| MD 586 | 5,78          | 9,30          | MD 28 / MD 911 à Rockville                                            | MD 97 à Wheaton                                                             | 1934  |       |
| MD 587 | 1,14          | 1,83          | Dogwood Drive à Middle River                                          | MD 150 à Middle River                                                       | 1934  |       |
| MD 588 | 1,94          | 3,12          | MD 7 à Rosedale                                                       | Overlea                                                                     | 1934  |       |
| MD 589 | 4,65          | 7,48          | US 50 près d'Ocean Pines                                              | US 113 / MD 575 près de Showell                                             | 1934  |       |
| MD 594 | 1,40          | 2,25          | US 29 à Silver Spring                                                 | Flower Avenue à Silver Spring                                               | 2016  |       |
| MD 607 | 1,54          | 2,48          | Woods Road près de Jacobsville                                        | MD 173 à Jacobsville                                                        | —     |       |
| MD 610 | 6,53          | 10,51         | Bell Road près de Whaleyville                                         | US 113 près de Bishop                                                       | —     |       |
| MD 611 | 8,51          | 13,70         | Parc d'état d'Assateague                                              | US 50 à West Ocean City                                                     | —     |       |
| MD 614 | 1,97          | 3,17          | MacArthur Boulevard à Glen Echo                                       | MD 191 à Bethesda                                                           | —     |       |
| MD 615 | 4,35          | 7,00          | I-70 / US 40 près de Hancock                                          | Heavenly Acres Ridge Road à la frontière de la Pennsylvanie près de Hancock | —     |       |
| MD 619 | 1,09          | 1,75          | 5th Avenue à Denton                                                   | MD 313 / MD 404 à Denton                                                    | —     |       |
| MD 623 | 7,26          | 11,68         | MD 161 à Darlington                                                   | PA QR 2043 à la frontière de la Pennsylvanie près de Darlington             | —     |       |
| MD 624 | 2,87          | 4,62          | MD 165 à Pylesville                                                   | PA QR 2080 à la frontière de la Pennsylvanie près de Graceton               | —     |       |
| MD 625 | 1,36          | 2,19          | MD 5 à Hughesville                                                    | MD 5 à Hughesville                                                          | —     |       |
| MD 627 | 2,48          | 3,99          | Crab Island Road à Oriole                                             | MD 363 près d'Oriole                                                        | —     |       |
| MD 632 | 6,71          | 10,80         | MD 63 à Downsville                                                    | Wilson Boulevard à Hagerstown                                               | —     |       |
| MD 638 | 2,34          | 3,77          | MD 743 à Eckhart Mines                                                | MD 36 près de Mount Savage                                                  | —     |       |
| MD 639 | 2,79          | 4,49          | MD 51 à Evitts Creek                                                  | US 40 Alternate à Cumberland                                                | —     |       |
| MD 646 | 3,31          | 5,33          | MD 543 à Ady                                                          | MD 136 près de Whiteford                                                    | —     |       |
| MD 648 | 21,52         | 34,63         | US 50 / US 301 à Arnold                                               | MD 295 à Baltimore                                                          | —     |       |
| MD 650 | 25,89         | 41,67         | New Hampshire Avenue à la limite de Washington, D.C. à Chillum        | MD 108 près de Damascus                                                     | —     |       |
| MD 655 | 1,86          | 2,99          | MD 28 à Norbeck                                                       | Carrolton Road près de Norbeck                                              | —     |       |
| MD 662 | 6,10          | 9,82          | Easton                                                                | US 50 près de Longwoods                                                     | —     |       |
| MD 665 | 2,68          | 4,31          | US 50 / US 301 à Parole                                               | Forest Drive à Annapolis                                                    | —     |       |
| MD 667 | 17,61         | 28,34         | Crisfield                                                             | US 13 à West Pocomoke                                                       | —     |       |
| MD 669 | 1,69          | 2,72          | US 40 Alternate à Grantsville                                         | PA 669 à la frontière de la Pennsylvanie près de Grantsville                | —     |       |
| MD 670 | 1,48          | 2,38          | MD 347 à Hebron                                                       | US 50 près de Hebron                                                        | —     |       |
| MD 675 | 3,39          | 5,46          | US 13 près de Princess Anne                                           | US 13 près de Princess Anne                                                 | —     |       |
| MD 700 | 1,97          | 3,17          | US 40 près de Rosedale                                                | MD 150 à Middle River                                                       | —     |       |
| MD 702 | 4,17          | 6,71          | I-695 à Essex                                                         | Back River Neck Road près d'Essex                                           | —     |       |
| MD 704 | 6,53          | 10,51         | 63rd Street à la limite de Washington, D.C. à Seat Pleasant           | MD 450 à Lanham                                                             | —     |       |
| MD 707 | 1,44          | 2,32          | Berlin                                                                | MD 589 près d'Ocean Pines                                                   | —     |       |
| MD 710 | 2,83          | 4,55          | MD 2 à Glen Burnie                                                    | MD 173 près de Brooklyn Park                                                | —     |       |
| MD 712 | 1,11          | 1,79          | MD 235 à Lexington Park                                               | NAS Patuxent River                                                          | —     |       |
| MD 713 | 3,01          | 4,84          | Fort Meade                                                            | MD 176 à Hanover                                                            | —     |       |
| MD 715 | 1,06          | 1,71          | US 40 à Aberdeen                                                      | Aberdeen Proving Ground                                                     | —     |       |
| MD 725 | 1,86          | 2,99          | Brown Station Road à Upper Marlboro                                   | US 301 près d'Upper Marlboro                                                | —     |       |
| MD 736 | 1,27          | 2,04          | I-68 / US 40 près de Midlothian                                       | Park Avenue à Frostburg                                                     | —     |       |
| MD 743 | 1,00          | 1,61          | MD 36 à Frostburg                                                     | US 40 Alternate à Eckhart Mines                                             | —     |       |
| MD 755 | 1,79          | 2,88          | Aberdeen Proving Ground                                               | US 40 à Edgewood                                                            | —     |       |
| MD 756 | 1,17          | 1,88          | US 13 à Pocomoke City                                                 | US 113 près de Pocomoke City                                                | —     |       |
| MD 758 | 1,02          | 1,64          | Stoney Run Road à Hanover                                             | Ridge Road à Hanover                                                        | —     |       |
| MD 760 | 4,65          | 7,48          | Drum Point                                                            | MD 2 / MD 4 à Lusby                                                         | —     |       |
| MD 765 | 5,91          | 9,51          | Dowell Road près de Solomons                                          | MD 2 / MD 4 près de Lusby                                                   | —     |       |
| MD 769 | 1,06          | 1,71          | MD 201 près de Bladensburg                                            | MD 201 à Bladensburg                                                        | —     |       |
| MD 778 | 2,12          | 3,41          | MD 2 à Owings                                                         | MD 261 à Friendship                                                         | —     |       |
| MD 781 | 1,01          | 1,63          | US 40 à Elkton                                                        | MD 281 près d'Elkton                                                        | 1984  |       |
| MD 794 | 2,75          | 4,43          | MD 4 à Bristol                                                        | MD 408 à Waysons Corner                                                     | —     |       |
| MD 800 | 1,57          | 2,53          | MD 75 près de Linwood                                                 | MD 75 près de New Windsor                                                   | —     |       |
| MD 802 | 1,01          | 1,63          | MD 8 près de Normans                                                  | MD 8 près de Matapeake                                                      | —     |       |
| MD 806 | 3,04          | 4,89          | US 15 près de Catoctin Furnace                                        | Thurmont                                                                    | —     |       |
| MD 807 | 3,52          | 5,66          | Cumberland                                                            | US 220 près de Dickens                                                      | —     |       |
| MD 808 | 2,34          | 3,77          | Ridgeville Boulevard à Mount Airy                                     | MD 27 près de Mount Airy                                                    | —     |       |
| MD 818 | 2,62          | 4,22          | US 113 à Berlin                                                       | US 113 près de Berlin                                                       | —     |       |
| MD 824 | 1,06          | 1,71          | MD 222 à Perryville                                                   | MD 222 / MD 275 près de Perryville                                          | 1952  |       |
| MD 832 | 7,67          | 12,34         | MD 140 à Taneytown                                                    | MD 140 à Westminster                                                        | —     |       |
| MD 845 | 1,23          | 1,98          | MD 34 à Keedysville                                                   | MD 34 à Keedysville                                                         | —     |       |
| MD 850 | 1,75          | 2,82          | Winfield                                                              | MD 26 près d'Eldersburg                                                     | —     |       |
| MD 851 | 2,88          | 4,63          | MD 32 près de Sykesville                                              | MD 32 à Sykesville                                                          | —     |       |
| MD 852 | 3,72          | 5,99          | MD 31 à New Windsor                                                   | MD 31 près de Westminster                                                   | —     |       |
| MD 858 | 1,00          | 1,61          | MD 67 à Rohrersville                                                  | MD 67 près Rohrersville                                                     | —     |       |
| MD 908 | 2,52          | 4,06          | MD 179 près de Cape St. Claire                                        | Skidmore                                                                    | —     |       |
| MD 924 | 7,34          | 11,81         | MD 24 près d'Edgewood                                                 | US 1 / MD 24 près de Bel Air                                                | —     |       |
| MD 925 | 2,49          | 4,01          | Billingsley Road à White Plains                                       | MD 5 Bus. à Waldorf                                                         | —     |       |
| MD 935 | 2,99          | 4,81          | MD 36 près de Barton                                                  | MD 36 près de Nikep                                                         | —     |       |
| MD 936 | 5,19          | 8,35          | Church Street à Midland                                               | US 40 Alternate / MD 36 à Frostburg                                         | —     |       |
| MD 937 | 1,53          | 2,46          | MD 135 à Westernport                                                  | MD 36 près de Westernport                                                   | —     |       |
| MD 940 | 1,48          | 2,38          | Red Run Boulevard à Owings Mills                                      | MD 140 à Owings Mills                                                       | —     |       |
| MD 944 | 2,26          | 3,64          | Mervell Dean Road près de California                                  | MD 235 à Hollywood                                                          | —     |       |
| MD 953 | 3,53          | 5,68          | MD 193 près de Glenn Dale                                             | Northeast Corridor de l'Amtrak                                              | —     |       |
| MD 980 | 2,05          | 3,30          | Lyons Creek                                                           | Wrighton Road à Bristol                                                     | —     |       |
|        |               |               |                                                                       |                                                                             |       |       |